# Skót női labdarúgókupa
A skót női labdarúgókupa a skót női bajnokság után a második legrangosabb hazai versenysorozat. A kupát 1970-ben írták ki először és a legsikeresebb csapat a trófeát kilencszer elhódító Glasgow City.

## Döntők
A listán az eddigi összes döntő szerepel.
| Döntő éve | Győztes                                                                     | Vesztes                                                                     | Eredmény                                                                    |
| --------- | --------------------------------------------------------------------------- | --------------------------------------------------------------------------- | --------------------------------------------------------------------------- |
| 1970/71   | Stewarton Thistle                                                           | Aberdeen Prima Donnas                                                       | 4–2                                                                         |
| 1971/72   | Edinburgh Dynamos                                                           | Cambuslang Hooverettes                                                      | 5–3                                                                         |
| 1972/73   | Westthorn United                                                            | Edinburgh Dynamos                                                           | 7–3                                                                         |
| 1973/74   | Motherwell                                                                  | Westthorn United                                                            | 1–0                                                                         |
| 1974/75   | Ismeretlen                                                                  |                                                                             |                                                                             |
| 1975/76   | Ismeretlen                                                                  | Dundee                                                                      |                                                                             |
| 1976/77   | Ismeretlen                                                                  | Dundee                                                                      |                                                                             |
| 1977/78   | Dundee                                                                      | Whitehill                                                                   | 9–3                                                                         |
| 1978/79   | Ismeretlen                                                                  |                                                                             |                                                                             |
| 1979/80   | Motherwell                                                                  |                                                                             |                                                                             |
| 1980/81   | Motherwell                                                                  | Edinburgh Dynamos                                                           | 2–0                                                                         |
| 1981/82   | Ismeretlen                                                                  |                                                                             |                                                                             |
| 1982/83   | Whitehill                                                                   |                                                                             |                                                                             |
| 1983/84   | Allanton                                                                    | Whitehill                                                                   |                                                                             |
| 1984/85   | Wishaw                                                                      | Edinburgh Dynamos                                                           | 4–3                                                                         |
| 1985/86   | Inveralmond Thistle                                                         |                                                                             |                                                                             |
| 1986/87   | Inveralmond Thistle                                                         |                                                                             |                                                                             |
| 1987/88   | Inveralmond Thistle - Whitehill                                             | Inveralmond Thistle - Whitehill                                             |                                                                             |
| 1988/89   | Ismeretlen                                                                  |                                                                             |                                                                             |
| 1989/90   | Ismeretlen                                                                  |                                                                             |                                                                             |
| 1990/91   | Cumbernauld United - Inveralmond Thistle                                    | Cumbernauld United - Inveralmond Thistle                                    |                                                                             |
| 1991/92   | Hutchison Vale                                                              |                                                                             |                                                                             |
| 1992/93   | Hutchison Vale                                                              |                                                                             |                                                                             |
| 1994      | Hutchison Vale                                                              | Cumbernauld United                                                          |                                                                             |
| 1995      | Cove Rangers                                                                | Cumbernauld United                                                          |                                                                             |
| 1996      | Cove Rangers                                                                | Aberdeen                                                                    | 5–1                                                                         |
| 1997      | Cove Rangers                                                                | Ayr United                                                                  | 5–4                                                                         |
| 1998      | Cumbernauld United                                                          | Giulianos                                                                   | 3–1                                                                         |
| 1999      | Cumbernauld United                                                          | Ayr United                                                                  | 1–0                                                                         |
| 2000      | Stenhousemuir                                                               | Clyde                                                                       | 9–0                                                                         |
| 2001      | Kilmarnock                                                                  | Ayr United                                                                  | 3–3 hosszabbítás (3-2 büntető)                                              |
| 2002      | Kilmarnock                                                                  | Glasgow City                                                                | 5–0                                                                         |
| 2003      | Hibernian                                                                   | Kilmarnock                                                                  | 2–2 hosszabbítás (5–4 büntető)                                              |
| 2004      | Glasgow City                                                                | Queen's Park                                                                | 3–0                                                                         |
| 2005      | Hibernian                                                                   | Cove Rangers                                                                | 8–0                                                                         |
| 2006      | Glasgow City                                                                | Aberdeen                                                                    | 5–1                                                                         |
| 2007      | Hibernian                                                                   | Glasgow City                                                                | 5–1                                                                         |
| 2008      | Hibernian                                                                   | Celtic                                                                      | 3–1 hosszabbítás                                                            |
| 2009      | Glasgow City                                                                | Rangers                                                                     | 5–0                                                                         |
| 2010      | Hibernian                                                                   | Rangers                                                                     | 2–1                                                                         |
| 2011      | Glasgow City                                                                | Hibernian                                                                   | 3–0                                                                         |
| 2012      | Glasgow City                                                                | Forfar Farmington                                                           | 1–0                                                                         |
| 2013      | Glasgow City                                                                | Hibernian                                                                   | 1–0                                                                         |
| 2014      | Glasgow City                                                                | Spartans                                                                    | 5–0                                                                         |
| 2015      | Glasgow City                                                                | Hibernian                                                                   | 3–0                                                                         |
| 2016      | Hibernian                                                                   | Glasgow City                                                                | 1–1 hosszabbítás (6–5 büntető)                                              |
| 2017      | Hibernian                                                                   | Glasgow City                                                                | 3–0                                                                         |
| 2018      | Hibernian                                                                   | Motherwell                                                                  | 8–0                                                                         |
| 2019      | Glasgow City                                                                | Hibernian                                                                   | 4–3                                                                         |
| 2020      | A koronavírus-járvány miatt a bajnokság félbeszakadt, bajnokot nem avattak. | A koronavírus-járvány miatt a bajnokság félbeszakadt, bajnokot nem avattak. | A koronavírus-járvány miatt a bajnokság félbeszakadt, bajnokot nem avattak. |
| 2020–21   | A koronavírus-járvány miatt a bajnokság félbeszakadt, bajnokot nem avattak. | A koronavírus-járvány miatt a bajnokság félbeszakadt, bajnokot nem avattak. | A koronavírus-járvány miatt a bajnokság félbeszakadt, bajnokot nem avattak. |
| 2021–22   |                                                                             |                                                                             |                                                                             |

## Külső hivatkozások
- Hivatalos honlap
- Scottish Women's Cup soccerway.com